# Suspense erótico
O thriller erótico ou suspense erótico é um tipo de filme e subgênero literário, que consiste de uma mistura entre erotismo e suspense. O gênero aumentou em popularidade na América do Norte a partir de meados dos anos 1980 até o início dos anos 1990, antes de diminuir em comercialização, voltando com força na década de 2000.
Este subgênero de filme é definido como um suspense com base temática em romance ilícito ou fantasia erótica. A maioria dos thrillers eróticos contém cenas de sexo softcore e nudez, mas a frequência e a explicitação dessas cenas variam.
Embora filmes semelhantes tenham surgido nos anos 1960, thrillers eróticos surgiram como um gênero distinto no final dos anos 80, reforçado pelo sucesso popular de Fatal Attraction de Adrian Lyne em 1987 e uma rápida expansão nacional e internacional do mercado de entretenimento adulto softcore na televisão a cabo e vídeo doméstico. O gênero teve um período clássico de crescimento e expansão nos anos 90, destacado pelo sucesso de Basic Instinct de Paul Verhoeven mas no início dos anos 2000 declinou na produção e no apelo popular.
A potente combinação de perigo e romance, atendendo simultaneamente ao público masculino e feminino, foi o principal ponto de venda para filmes de suspense eróticos durante seu período clássico. Os corpos seminus exibidos em pôsteres, anúncios em jornais e capas de caixas de vídeo foram acompanhados por slogans de lançamento que capturam a inconfundível dualidade do filme erótico de suspense:
Se você acha que pode lidar com ela, está completamente errado. —Body Chemistry 3: Point of Seduction
Ele foi contratado para assistir. Agora ele está tentado a tocar. —Night Eyes
Irmãs gêmeas cruzam a linha para uma terra de fantasia erótica mortal. —Mirror Images
Ao todo, mais de 300 filmes de suspense erótico foram produzidos na década de 1990, o que é comparável ao número de filmes de suspense feitos na década noir da década de 1940. O número total de filmes no gênero de suspense erótico de 1985 a 2005 pode chegar a mais de 500. Assim como o filme noir, o gênero evoluiu e modernizou, e continuam a ser feitos novos filmes que são influenciados pelo estilo clássico.

## Definindo o filme de suspense erótico

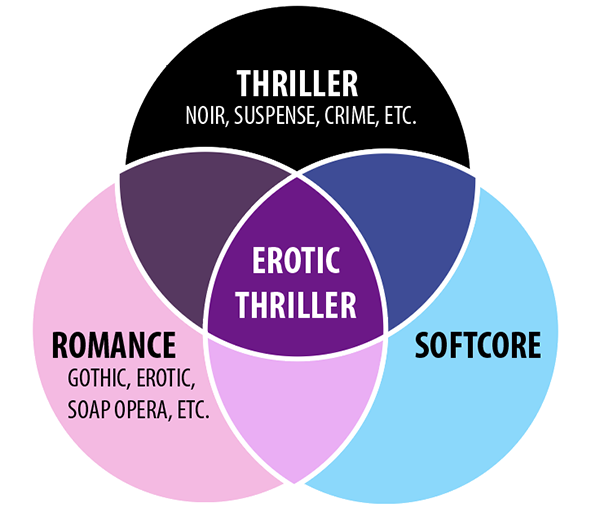
O suspense erótico como um híbrido de narrativa de suspense, história de romance e filme de sexo softcore.

O thriller erótico participa de vários gêneros e estilos de filme ao mesmo tempo, retirando elementos narrativos e estilísticos de cada um. Sua maior dívida é indubitavelmente o filme noir dos anos 40 e 50, um gênero de suspense exemplificado por elegantes filmes de crime e mistérios que exploram o submundo sombrio da América pós-Segunda Guerra Mundial.
Suspense como gênero de filme, no entanto, contém outros gêneros além do filme de crime noir e mistério de assassinato.  Qualquer uma dessas informações pode fornecer a estrutura dramática para um suspense erótico. Isso inclui o suspense psicológico (Fatal Attraction, Body Chemistry, Object of Obsession), o suspense de vingança (Scorned, Improper Conduct) e histórias de suspense de romance ilícito e obsessão sexual (Erotic Boundaries, Secret Games, The Adjuster). Como os thrillers, os romances também podem ser expressos em subgêneros. São tão variados quanto o romance, a soap opera e obras de fantasia gótica. Os filmes de sexo softcore são frequentemente romances de algum tipo, e o gênero tem uma longa tradição, principalmente na Europa. Diretores como Radley Metzger (Theresa and Isabelle 1968), Joseph Sarno (Inga 1968), e Just Jaeckin (Emmanuelle 1974) foram pioneiros influentes do filme softcore-romance. Seus filmes de "sexploitation intermediária" colocaram histórias de desejo feminino no centro e ajudaram a abrir caminho para o ressurgimento do softcore na década de 1990.
Como o suspense erótico é um híbrido desses gêneros, pode ser difícil definir a fórmula exata de um suspense erótico. Cada filme combina seus subgêneros de maneira diferente e pode aumentar a influência de um, minimizando os outros. Onde um filme como Fatal Attraction contém cenas relativamente breves de sexo softcore e romance ilícito antes de estocar ação de suspense psicológico, filmes como Secret Games e Sexual Malice invertem isso, colocando em primeiro plano o romance feminizado e o sexo softcore com um mínimo de trama de suspense.
A sintaxe predominante que molda esses filmes combina apelo romântico e "erótico" com uma perigosa narrativa de "suspense" - um princípio de "prazer/perigo". —Nina K. Martin,  Sexy Thrills: Undressing the Erotic Thriller
Embora todos os escritores sobre o assunto encapsulem o filme de suspense erótico de maneira diferente, a sobreposição do suspense, romance e filme de sexo softcore é o domínio exclusivo do suspense erótico.

## A ascensão e queda do suspense erótico na era do vídeocassete (DTV)
A popularidade do suspense erótico está vinculada ao videocassete e ao mercado mundial de televisão a cabo no final dos anos 80.
Ao longo dos anos 80, a televisão a cabo estava expandindo e diversificando seu apelo ao público adulto. Em 1980, o Cinemax (de propriedade da HBO) foi lançado com um cronograma de 24 horas. Logo depois, Showtime seguiu o exemplo do The Movie Channel. Por temer a publicidade negativa associada à sexploitation tradicional , esses canais a cabo premium noturnos se distanciaram da pornografia, mas atendem a um mercado adulto. Em meados da década de 1980, a HBO procurava ativamente ou desenvolvia programas adultos que, nas palavras de um programador da HBO, poderiam ser "apimentados, mas não obscenos".
Paralelamente, cadeias de lojas de vídeo como Hollywood Video e Blockbuster Video cresceram e dominaram o cenário de aluguel de vídeos. A primeira locadora de vídeo Blockbuster foi aberta em Dallas, Texas, em 1985, com 8.000 títulos. Em 1995, a Blockbuster possuía 4.500 lojas em todo o mundo.  Ao contrário das lojas de vídeo menores e independentes, essas grandes lojas de vídeo cultivavam uma imagem "familiar" e não estocavam pornografia, mas surgiu a necessidade de oferecer entretenimento adulto a uma grande base de clientes que assistiam filmes juntos.
No final da década de 1980, esses dois novos mercados, juntos chamados de diretamente em vídeo, ou DTV, haviam se tornado uma alternativa lucrativa de cinema em casa para produtores de filmes de baixo orçamento e com classificação R da Motion Picture Association of America.
Um filme que serviu como sucesso prototípico e catalisador nesse novo mercado foi Night Eyes (1990), a história de um segurança que se apaixona pela mulher casada que ele contratou para proteger e vigiar eletronicamente. Dirigido por Jag Mundhra, produzido por Ashok Amritraj e estrelado por Andrew Stevens e Tanya Roberts, Night Eyes faturou US$30 milhões em vendas de TV digital, embora tenha sido produzido por apenas US$1 milhão. A potente combinação do filme de suspense noir e romance erótico e os enormes retornos financeiros gerados nas vendas de DTV foram um momento decisivo para o suspense erótico como um gênero de cinema em casa. O sucesso de Night Eyes levou alguns cineastas com formação em pornografia hardcore a começar a fazer filmes para esse lucrativo mercado. Um dos mais bem-sucedidos desses novos empreendimentos foi o Axis Films International, fundado por Andrew Garroni e Walter Gernert. Garroni e Gernert formaram uma parceria com o diretor Gregory Dark, um graduado da escola de arte que entrou no negócio de pornografia de Los Angeles através de um documentário sobre isso e, em dez anos, a Axis produziu mais de 30 títulos de suspense erótico usando um estábulo rotativo de atores, diretores. e diretores de fotografia. Muitos outros cineastas e produtoras entraram rapidamente nesse novo mercado, e em 1994 o thriller erótico era uma indústria cinematográfica de cinema diretamente em vídeo bem definida.
Basic Instinct (1992) continha conteúdo lésbico leve, mas estabeleceu o lesbianismo como um tema no gênero de suspense erótico. Mais tarde, nos anos 90, thrillers eróticos como Wild Side (1995) e Bound (1996) exploraram um relacionamento lésbico e continham cenas explícitas de sexo lésbico.
Em 1994, o Chicago Tribune relatou que thrillers eróticos—um termo que, segundo Leonard Maltin, "nem existia 15 anos antes"—e os filmes de ação eram os dois gêneros de maior sucesso, direto para vídeo. Embora a maioria das discussões sobre thrillers eróticos tenda a fazer referência a filmes de Hollywood como Fatal Attraction e Basic Instinct, os filmes financiados de forma independente eram muito mais numerosos. Com orçamentos menores e um quadro de celebridades menos conhecidas, eles prosperaram ao encontrar uma audiência no mercado de TV digital em expansão. Esses mercados “alto e baixo” para o suspense erótico se sobrepuseram, mas não competiram, e cada um se alimentou do outro em termos financeiros e artísticos. Os thrillers eróticos "blockbuster" aumentaram as vendas de pequenos produtores, que venderam filmes para os mercados de TV digital, ressaltando as semelhanças entre seus filmes e obras dos principais. Os principais filmes geralmente se expandiam sobre temas, estilos visuais e enredos desenvolvidos em filmes de baixo orçamento, usando-os como uma sala de exibição preventiva na qual novas ideias eram testadas.
No final dos anos 90, o próprio sucesso do suspense erótico na era da TV digital ajudou a oficiar seu colapso. Uma quantidade excessiva de "filmes de T&A" produzidos de forma barata, que ofereciam espetáculo sexual e nudez abundante, mas pouco mais, começou a saturar o mercado, diluindo os lucrativos acordos de pré-vendas com distribuidores estrangeiros e fazendo com que os orçamentos dos filmes eróticos diminuíssem para quase um terço ou menos do que eram no início dos anos 90. Como os orçamentos diminuíram, o mesmo ocorreu com os salários dos atores, a qualidade da imagem e a programação das filmagens. Os filmes de família se tornaram mais importantes no mercado de vídeo direto, pois os varejistas estocavam mais cópias de filmes de grande sucesso, em vez de mais títulos. Por esses motivos, muitos dos pioneiros do filme de suspense erótico, como Axis Films International e Prism, deixaram o mercado em frustração ou faliram completamente.

## Principais nomes
Brian De Palma ajudou a inaugurar o thriller erótico como um gênero com Dressed to Kill (1980), seguido por Adrian Lyne com 9 ½ Weeks (1986) e, um ano depois, o sucesso de bilheteria de Hollywood Fatal Attraction (1987). Mais tarde, ele os acompanhou com Lolita (1997) e Unfaithful (2002), enquanto continuava a dirigir filmes populares de alto nível para estúdios estabelecidos de Hollywood.
Como escritor de Basic Instinct (1992), Sliver (1993), Jade (1995), Showgirls (1995) e outras fotos de estúdio de sucesso, Joe Eszterhas estabeleceu um estilo claro para seus thrillers eróticos que raramente se desviavam de uma fórmula de sucesso. Posteriormente, ele escreveu sequências para Basic Instinct e Showgirls.
O ator-produtor-diretor Andrew Stevens foi fundamental para estabelecer o thriller erótico como um gênero de filme diretamente em vídeo quando Night Eyes (1990), o filme que ele co-escreveu e estrelou, transformou um orçamento de produção de um milhão de dólares em trinta milhões nas vendas de TV digital. Subsequentemente, Stevens escreveu, dirigiu ou estrelou muitos thrillers eróticos diretamente em vídeo, incluindo Night Eyes 2 (1991), Night Eyes 3 (1993), Body Chemistry 3: Point of Seduction (1994), Illicit Dreams (1994), e A Woman Scorned (1994).
O provocador e o ex-pornógrafo Gregory Dark (creditado de várias formas como Gregory Brown, Alexander Hippolyte e Gregory Hippolyte) deixaram a indústria pornô em meados dos anos 80 por motivos artísticos mais férteis no gênero de suspense erótico.  Dark juntou-se a Andrew Garroni e Walter Gernert como diretor interno da Axis Films International, uma empresa formada para produzir filmes que poderiam duplicar o sucesso do noirish Night Eyes de Mundhra.  Carnal Crimes de Dark (1991), seu primeiro filme com Axis, criou um forte subgênero noir romance para o suspense erótico, colocando uma protagonista feminina no centro de uma história romantizada, abundante em imagens femininas e sexo softcore, preparando o palco para muitos filmes eróticos de suspense por vir. A filmografia subseqüente de Dark é uma coleção de thrillers eróticos para conhecedores nesse modo, incluindo Mirror Images (1992), Secret Games (1992), Night Rhythms (1992), Animal Instincts (1992), Body of Influence (1993), e Object of Obsession (1994). Dark finalmente deixou o gênero de suspense erótico para dirigir videoclipes de Britney Spears e Mandy Moore, entre outros.
Jag Mundhra, outro colaborador da Axis Films International e marca do gênero, dirigiu os extremamente lucrativos Night Eyes (1990), e também Tropical Heat (1993), L.A. Goddess (1993), Wild Cactus (1993), Monsoon (1999), Improper Conduct (1994), e Irresistible Impulse (1996). Mundhra finalmente retornou à indústria cinematográfica indiana.
Zalman King, um dos nomes mais famosos do softcore erótico,  fez o que é considerado mais apropriadamente considerado filmes eróticos de romance, mas ele colocou um selo inconfundível no gênero em um estágio inicial com seus filmes Two Moon Junction (1988), Wild Orchid (1989), e Red Shoe Diaries (1992) que também é o título de sua série de televisão a cabo de longa duração, que consiste em segmentos eróticos com protagonistas femininas. Zalman King era adjacente ao gênero de suspense erótico, mas não estritamente um de seus praticantes. No entanto, o thriller erótico diretamente em vídeo é devedor a King por duas contribuições importantes. Este primeiro é o uso de um estilo feminizado e aspiracional, popular entre os filmes de softcore europeus, e a atualização desse estilo para o público de TV digital das décadas de 1980 e 1990. O segundo é uma combinação precoce e influente de atmosfera noir e romance ilícito, uma influência que ele compartilha com a parceira de co-roteirista Patricia Louisianna Knop, com quem se casou até sua morte em 2012.
Cruising de William Friedkin (1980) e Jade (1995) receberam ampla atenção da mídia. Da mesma forma, Basic Instinct de Paul Verhoven (1992) foi um sucesso de público e talvez a apoteose do thriller erótico dos anos 90. O controverso e criticado Showgirls de Verhoeven (1995), feitos logo depois, ganharam status de clássico cult, mas foram criticados quando lançados.
Os cineastas canadenses Atom Egoyan e David Cronenberg elevaram o gênero na década de 1990, produzindo thrillers eróticos que desenvolveram a forma em novas direções. The Adjuster (1991), Exotica (1994) e Chloe (2009), de Egoyan, trocam a percepção do público sobre o que um suspense erótico deveria ser, mas depois lhes oferece algo mais complexo em troca.  Da mesma forma, Dead Ringers de Cronenberg (1988) e Crash] (1996) impulsionam o gênero em um futuro próximo, onde o sexo, a obsessão e o desejo erótico são exibidos em contextos cerebrais e hipermodernos mediados por tecnologias potencialmente destrutivas.
Suspense erótico dirigido e estrelado por afro-americanos são raros, mas Rob Hardy dirigiu Trois (2000) e Trois 2: Pandora's Box (2002) antes de passar a trabalhar na televisão.
Ainda existem muitos diretores e produtores que contribuíram com mais de um filme para o gênero. Mike Sedan dirigiu muitos thrillers eróticos, começando com Night Fire (1994) e continuando por Erotic Boundaries (1997). Jim Wynorski dirigiu Sins of Desire (1993), Body Chemistry 3: Point of Seduction (1994) e Sorceress (1995). Rodney McDonald dirigiu Night Eyes 2 (1991) e Night Eyes 4: Fatal Passion (1996), bem como Desire (1993) e Scorned 2 (1997).

## Artistas

### Atrizes
Como os filmes da era clássica de Hollywood, o suspense erótico tem seus ícones femininos. O mais famoso deles é Shannon Tweed, a coelhinha da Playboy que virou atriz, que estrelou mais de quinze thrillers eróticos entre 1985 e 2000, incluindo Night Eyes 3 (1993), Indecent Behavior (1993), Scorned (1994), Illicit Dreams (1994), The Dark Dancer (1995), e Forbidden Sins (1999) Tweed se casou com o famoso vocalista do Kiss, Gene Simmons, e seguiu uma carreira de sucesso na televisão. Kathy Shower, também das páginas da revista Playboy, estrelou Wild Cactus (1993), L.A. Goddess (1993) e também Erotic Boundaries (1997), entre outros filmes e programas de televisão. A modelo Joan Severance, igual a Shannon Tweed no número de filmes eróticos de suspense nos quais atuou, foi a peça central de Write to Kill (1991), Lake Consequence (1993), Criminal Passion (1994), In Dark Places (1997), e muitos outros. Kira Reed estrelou The Price of Desire (1997), Madam Savant (1997), Losing Control (1998), Forbidden Highway (2001), e co-estrelou em muitos outros filmes. A modelo dinamarquesa e a artista burlesca parisiense Delia Sheppard deram uma marca inconfundível ao gênero, aparecendo em muitos filmes e estrelando Mirror Images (1992). Jodie Fisher atuou em Intimate Obsession (1992), Body of Influence 2 (1996), Sheer Passion (1998), e Dead by Dawn (1998). Tané McClure é um atriz-chave em muitos thrillers eróticos, incluindo Target for Seduction (1995), Sexual Impulse (1997), Scorned 2 (1997), e Illicit Dreams 2 (1998). A ruiva ardente Angie Everhart foi uma coadjuvante no filme de grande orçamento Jade (1995), depois estrelou Another Nine & a Half Weeks (1997), Sexual Predator (2001), Heart of Stone (2001),  Bare Witness (2002), e Wicked Minds (2003). Julie Strain estrelou em Carnal Crimes (1991), Sorceress (1995) e Lethal Seduction (1997). Tanya Roberts, originalmente um dos “Charlie’s Angels”, estava em Night Eyes (1990) e Sins of Desire (1993). Rochelle Swanson entrou no gênero através da série de TV Silk Stalkings, estrelando Night Fire (1994), Secret Games 3 (1994), e Mutual Needs (1997), com participações em Illicit Dreams (1994), Dead On (1994), Indecent Behavior II (1994) e Sorceress (1995). Shauna O'Brien é destaque em Over the Wire (1996), Deadlock: A Passion for Murder (1997), Striking Resemblance (1997),  e muitos outros thrillers e dramas eróticos. Monique Parent é uma veterana do gênero, aparecendo em muitos filmes, incluindo Sins of Desire (1993), Body of Influence (1993), Sexual Outlaws (1993), e Midnight Confessions (1994), com papéis principais em Vicious Kiss (1995), Love Me Twice (1996) e Dark Secrets (1997). Lee Anne Beaman atuou no gênero ao longo dos anos 90, aparecendo em muitos filmes e estrelando The Other Woman (1992) e Irresistible Impulse (1996). Linda Fiorentino estrelou Jade (1995) e também filmes menores, como The Last Seduction (1994) e Bodily Harm (1995). Finalmente, nenhuma lista de ícones de suspense erótico feminino estaria completa sem Shannon Whirry, que estrelou em Animal Instincts (1992), Body of Influence (1993), Mirror Images 2 (1993), Lady in Waiting (1994), Animal Instincts 2 (1994), Private Obsession (1995), e Playback (1996).

## Atores
Dos ícones masculinos, Michael Douglas é o mais reconhecível, tendo estrelado as produções Fatal Attraction (1987), Basic Instinct (1992) e Disclosure (1994). Andrew Stevens foi mais ativo em filmes de TV digital, estrelando Night Eyes (1990), Body Chemistry 3: Point of Seduction (1994) e Scorned (1994), além de escrever, produzir e dirigir outros thrillers eróticos de TV digital. Doug Jeffery estrelou ou foi destaque em muitos thrillers eróticos da metade dos anos 90, incluindo The Other Man (1994), Animal Instincts 2 (1994), Indecent Behavior 3 (1995), Killing for Love (1995), Irresistible Impulse (1996) e Mischievous (1996). Em apenas cinco anos, Martin Hewitt atuou em Carnal Crimes (1991), Secret Games (1992), Night Rhythms (1992), Secret Games II: The Escort (1993), e Night Fire (1994). Jan-Michael Vincent, estrela do programa de televisão Airwolf, foi destaque em Animal Instincts (1992), Sins of Desire (1993), Indecent Behavior (1993), e alguns outros. Jeff Fahey estrelou Impulse (1990), Sketch Artist (1992), Woman of Desire (1994), e Temptation (1994), entre muitos outros filmes nos gêneros de ação e suspense. John O'Hurley, famoso por seu papel como chefe de Elaine “J. Peterman” no programa de TV Seinfeld, estava em Night Eyes 2 (1991) e Mirror Images (1992). Finalmente, Gary Hudson apareceu em três thrillers eróticos lançados em 1993  (Indecent Behavior, Sexual Intent, Wild Cactus) antes de passar a trabalhar em outros gêneros.

## Exemplos
Em filmes, os exemplos notáveis de thrillers eróticos incluem Basic Instinct, Fatal Attraction,  Body Heat, Bound, Chloe, Crash, Vestida para Matar, De Olhos bem Fechados, Dormindo com o Inimigo, Wild Things, Zandalee, Sliver, Unfaithful (2002), Boxing Helena, entre outros.